# Haarlemmerstraat 87 (Amsterdam)
Haarlemmerstraat 87, Amsterdam is een gebouw aan de Haarlemmerstraat te Amsterdam-Centrum. In november 2004 kreeg het de beschermde status van gemeentelijk monument (nr. 204020).
De Haarlemmerstraat is een eeuwenoude straat net ten noorden van de grachtengordel. De originele gebouwen zijn in de loop der eeuwen grotendeels vervangen door nieuwbouw, dan wel nieuwbouw op nieuwbouw.

## Nieuwbouw
In april 1900 werd door architect Bert Johan Ouëndag een aanbesteding uitgeschreven voor het "amoveeren van het bestaande en het bouwen van een nieuw winkelhuis aan de Haarlemmerstraat 87" (amoveeren betekent slopen). Drieëntwintig aannemers meldden zich.  Het ontwerp werd gepubliceerd in Het Bouwkundig Weekblad van juni 1900. Of Ouëndags compagnon Jacob Frederik Klinkhamer meewerkte aan het ontwerp is niet bekend.

## Beschrijving
Het gebouw in de bouwstijl traditioneel bouwen kreeg vier bouwlagen waarop nog een zolderverdieping werd gezet. Vermoedelijke opdrachtgever was Barend van Marwijk Kooy, broer van Johannes van Marwijk Kooy, oprichter van Beiersch-Bierbrouwerij De Amstel. Opvallend aan het gebouw is het kleurenspel tussen lichte en donker gekleurde baksteen als ook de lichtblauwe vensters. Afwijkend is dat niet het middendeel risalerend is uitgevoerd, maar de zijkanten. Vensters zijn dan nog eens verder teruggeplaatst in de gevel. De raampartijen van de tweede en derde verdieping zijn smaller uitgevoerd dan die van de eerste verdieping. Bovendien kennen die raampartijen geen ontlastingsbogen met sierwerk zoals toegepast op de eerste verdieping. Het geheel wordt afgesloten met een naar voor springende daklijst waarboven een dakkapel met chaletachtige uitvoering met hijsbalk/haak. In 1936 werd er op de begane grond (bedrijfseenheid) een grote verbouwing doorgevoerd onder architect Simson Vieyra. Het onderstuk kreeg daardoor een aanmerkelijke andere bouwstijl mee. In het met travertijn bekleedde geveldeel werd een strakke etalage gemodelleerd, waarbij het glas in brons werd gezet. Het gebouw kreeg tevens een dieper liggende entree voor zowel winkeleenheid als woningen. Bovenlichten boven de grote etalageruiten en toegangsdeuren werden strak rechthoekig uitgevoerd. De twee grote etalageruiten werd in een stompe hoek ten opzicht van elkaar geplaatst. Om die gevel te kunnen dragen werden metalen balken geplaatst. 
De eerste huurder was een kruideniersbedrijf, daarna volgde nog kledingbedrijven (De concurrent en De ster), een boekwinkel en wederom een kledingzaak  (Das Werk). Sinds september 2022 is er een vierde filiaal van een soepwinkel; die het gehele interieur veranderde. 